# Sandy Springs (Caroline du Sud)
Pour les articles homonymes, voir Sandy Springs.
Sandy Springs est une census-designated place située dans le comté d'Anderson, dans l’État de Caroline du Sud, aux États-Unis. Lors du recensement de 2020, elle comptait 1 002 habitants.